# モルタル
モルタル（英: mortar、英語発音: [ˈmɔːrtər]）、膠泥（こうでい）とは、砂（細骨材）とセメントと水とを練り混ぜて作る建築材料。
セメントと砂とは重量比にして1:2 - 1:3の割合で混合されることが多い。ペースト状で施工性が良く、仕上材や目地材、躯体の調整などに多く用いられる。
コンクリートと違い、砂利（粗骨材）が入らない。コンクリートと比べ高価で、クリープ現象などの伸縮を起こしやすいため、構造材料として単独で用いられることは少ない。耐火性の物もある。

## 種類
用途、結合材料、密度および目的に基づいて、使うモルタルの種類は異なる。
セメントモルタル砂は骨材として、セメントは結合材料として使用される。セメントと砂の割合は、指定された耐久性と作業条件に基づいて決定される。水に対して高い強度と耐性がある。砂に対するセメントの割合は、1:2から1:6まで変化し得る。
石灰モルタル石灰が結合材料として使用される。石灰には、脂肪性と水硬性の2種類がある。石灰モルタル中の脂肪石灰は2 - 3倍の砂を必要とし、乾式作業に利用される。1:2の比率の油圧石灰と砂は、湿った条件で良好な結果をもたらし、浸水した地域にも適している。可塑性が高いため、簡単に配置できる。ギザのピラミッドにも石灰モルタルが塗られている。
石膏モルタル結合材料としての石膏と、軟砂と細骨材で構成されている。一般的に、湿った条件下での耐久性は低い。
ゲージモルタル結着材は石灰とセメントの組み合わせであり、砂は細骨材として用いられる。本質的には、ゲージモルタルはセメントを添加することによってその強度が増加した石灰モルタルである。その結果、石灰の高い可塑性とセメントの高強度を有する。セメントと石灰の比率は1:6 - 1:9の範囲であり、費用対効果が高い。
タイプNモルタル煙突や壁などの多くの場面で適している、最も一般的に使用されるタイプ。平均圧縮強度、曲げ強度、露出強度を備えた中程度の強度 (5.2 MPa)。悪天候には効果がない可能性があるので、装飾的で耐荷重性のない場面での使用が推奨される。他のモルタルの種類より色の種類が豊富なので、建物や構造の特定の外観を作成するためによく使用される。セメント、消石灰、砂の体積比 (m3) が約1:1:6で作れる。
タイプSモルタル高い接合度を有する中強度 (12.4 MPa) のモルタルで、土壌、強風、地震による側面圧力を伴う場合に適している。使用用途には、歩道やパティオに基礎、下水道、レンガ舗装が含まれる。セメント、消石灰、砂の体積比 (m3) が約13:6:57で作れる。
タイプMモルタル非常に高い圧縮強度 (17.2 MPa) を持っているが、側面圧力もうまく処理するため、歩行者の交通量の多い場合に最適。使用する構造には、建物の基礎、擁壁、道路または私道が含まれる。しかし、比較的低い接合強度を有するので、崩壊の可能性を減らすため、接種要素が低い場合に最善である。セメント、消石灰、砂の体積比 (m3) が約14:5:57で作れる。
タイプOモルタル全面的な低強度レベル (2.5 MPa) を持っているが、極端な温度、自然の力、高圧から保護されている内装事業に適している。適用することが容易であるため、屋内外の既存の構造物上の損傷した小さな場所を修復することもできる。セメント、消石灰、砂の体積比 (m3) が約6:13:57で作れる。
タイプKモルタル現代では、強度レベルが低いためタイプKを使用していないが、このモルタルは歴史的建造物の修復で役立っている。歴史的建造物の石積み自体が非常に弱いことが多いため、高い圧縮強度、または曲げ強度を有するモルタルが石積みを壊す可能性があるためである。歴史的な建築材料の強度水準にうまく機能するが、損傷の小さな部分にのみの使用が推奨される。
スルキモルタル石灰が結合材料として使用され、スルキが細骨材として使用されている。スルキは細かい粉末の焦げた粘土で、砂よりも強度が高く、市場で安価に入手できる。
通気セメントモルタル可塑性や施工性を高めるために空気連行剤を添加したセメントモルタル。
泥モルタル泥が結合材料として使用され、鋸塵、籾殻または牛糞が細骨材として使用される。石灰やセメントが利用できない場合に便利。中東と中央アジア、および米国南西部のアメリカ文化での泥モルタルの使用は十分な量の文献がある。
重量モルタル嵩密度（）15の以上のモルタルを指す。一般に細骨材として重い石英が使用される。
軽量モルタル嵩密度が15未満のモルタルを指す。石灰またはセメントを結合材として、砂および鋸粉塵、籾殻、ジュート繊維、コイア、またはアスベスト繊維を混合することによって作られる。軽量モルタルは、一般的に防音および耐熱構造に使用される。
耐火モルタル耐火レンガの細かい粉末にアルミセメントを混合することによって作られる。特定のゾーン内の構造物に火災がある場合に、耐火シールドとして使用される。
梱包モルタル構成成分は、一般にセメント - 砂、セメント - ローム、またはセメント - 砂 - ロームである。このタイプのモルタルは、油井を梱包するために使用される。梱包モルタルは、高い均質性、耐水性および高強度である必要がある。
吸音モルタルセメント、石灰、石膏、スラグを結合材として、燃えかすと軽いしを細骨材として用いる。騒音レベルを低減するために使用され、防音層として機能する。
X線遮蔽モルタルX線の悪影響から保護するために、X線室の壁と天井はX線遮蔽モルタルで漆喰されている。嵩密度約22。重い岩石からの細骨材および適切な混和剤を使用して、このタイプのモルタルを作る。
耐薬品性モルタル一般的に、構造物に対する化学的攻撃の可能性がある場合に使用される。非常に多くの種類の耐薬品性モルタルを調製することができるが、モルタルの選択は特定の化学物質、または化学物質のグループによって予想される損傷に依存する。添加剤は、すべての化学的攻撃に対抗できない可能性がある。例えば、ケイ酸塩タイプの化学モルタルは硝酸、クロム、硫黄または酸性の損傷に抵抗するが、任意の濃度のアルカリによる損傷に対しては防ぐことはできない。

## 外壁材として
かつては日本住宅の外壁材として広く使用されたが、工程が複雑で、施工日数が20日前後かかり高コストであるのと、施工後に亀裂が入りやすいという欠点がある。そのため、大手ハウスメーカーで標準工法としてモルタル壁を採用するのは極めて少数となっており、サイディングやガルバリウム、タイルなどを標準工法とするハウスメーカーが大半である。モルタル自体は水を通しにくいが、亀裂の問題があるので、施工後に塗装を実施する。
施工の手順として、構造材の上にラス板を固定し防水シートを張る。その上に金網をタッカーで固定し、そこにモルタルを塗っていく。モルタルは2層塗りが標準工法であり、クラック防止にネットを伏せ込むのが標準的工法である。また角についてもクラック防止に下地を練りこむ。モルタルが完全に乾燥したのちに、漆喰や樹脂などによって塗装を行う。塗装も通常2回以上塗られることが多い。

### 利点
- 下地サイディングのように継ぎ目が浮き出ない。このため塗壁の正規の工法として確立している。
- ガルバリウムのように熱くならない
- コーキングによるジョイントがない

### 欠点
- 材料費や人材費が高い
- 施工期間が長い
- 熟練した職人が必要
- 天候などによる経年劣化に起因するひび割れ（クラック）が生じやすい
- 重い

## 日本での歴史
日本でモルタルが盛んに用いられるようになったのは、大正12年（1923年）の関東大震災からである。関東大震災を通じてラスモルタル壁構法が少しずつ普及していき、第二次大戦中には火災を防ぐ目的で、ラスモルタルによる防火改修も行われた。しかし、それもほとんど役に立たず焼け野原になってしまったことで、木造住宅の防火性能の必要が強く認識され、昭和25年の建築基準法では、木造住宅の外壁を大壁としこれにラスモルタルが規定され、この法的規則のもとで全国的普及を見るようになった。